# Cmentarz Zachodni w Monachium
Cmentarz Zachodni w Monachium (niem. Westfriedhof) – nekropolia w Monachium położona w okręgu administracyjnym Moosach.
Cmentarz powstał w okresie od 1899 do 1907 według planów Hansa Grässela, a został otwarty w 1902 roku.